# James Joyce
James Augustine Aloysius Joyce (født 2. februar 1882, død 13. januar 1941) var en irsk forfatter og digter. Han bidrog til den modernistiske avant-garde og betragtes som en af det 20. århundredes vigtigste og mest indflydelsesrige forfattere.
Joyce er bedst kendt for Ulysses (1922), en skelsættende udgivelse hvori episoderne i Homer's Odysseen sættes parallelt i en bred vifte af kontrasterende litterære stilarter, hvoraf den måske bedst kendte er den bevidsthedsstrøm han anvendte. Blandt andre af hans kendte værker er novellesamlingen Dubliners (1914; danske oversættelser: Dublin Fortællinger, 1942 og Dublinfolk, 1988), og romanerne A Portrait of the Artist as a Young Man (1916; dansk: Portræt af kunstneren som ungt menneske, 1941) og Finnegans Wake (1939). Herudover har han skrevet tre digtsamlinger, et skuespil, sporadisk journalistik og flere udgivne breve.
Joyce blev født i 41 Brighton Square, Rathgar, Dublin — lidt under en kilometer fra sin mors fødested i Terenure — som en del af en middelklassefamilie på vej ned. Han var en mønsterelev på jesuitterskolerne Clongowes og Belvedere, på trods af det kaotiske familieliv som følge af hans fars alkoholisme og uforudsigelige økonomiske situation, og fortsatte sin uddannelse på University College Dublin.
I 1904, da han var i starten af tyverne, emigrerede Joyce permanent til det europæiske fastland sammen med sin partner (og senere kone) Nora Barnacle. De levede i Trieste, Paris og Zurich. Selvom han levede det meste af sit voksenliv i udlandet, centreres Joyces fiktive universe på Dublin, og befolkes hovedsageligt af figurer, der er meget tæt modelleret efter familiemedlemmer, venner og fjender fra hans tid i byen. Ulysses er især sat med præcision i byens gader og gyder. Kort efter udgivelsen af Ulysses forklarede han dette: "Hvad angår mig selv så skriver jeg altid om Dublin, for hvis jeg kan nå ind til hjertet af Dublin kan jeg nu ind til hjertet af alle byerne i verden. I det partikulære er indeholdt det universelle."

## Eksterne links
- James Joyce på gravsted.dk

- Wikimedia Commons har flere filer relateret til James Joyce
- James Joyce Arkiveret 14. april 2011 hos  Wayback Machine på Litteratursiden.dk
- Det Danske James Joyce Selskab
- The James Joyce Centre i Dublin – Officiel website (engelsk)
- Lydforedrag (Webside ikke længere tilgængelig) om Ulysses. Oplægsholder er René Rasmussen der har skrevet bogen Slut, begynd! om Joyces hovedværk
- Mikkel Bruun Zangenberg: Fænomenal gendigtning af 'Ulysses' er vild og vanvittig, Politiken 7. nov. 2014
- James Joyce på Forfatterweb.dk